# Evangelios de Oxirrinco
Los Evangelios de Oxirrinco son dos manuscritos fragmentarios descubiertos entre los ricos hallazgos de papiros desechados, en la ciudad de Oxirrinco en Egipto. Arrojan luz sobre las tradiciones de los Evangelios  no canónicos de los primeros tiempos.

## Oxirrinco 840
El Oxirrinco 840 (P. Oxy. V 840), hallado en 1905, es una única hoja pequeña de pergamino de vitela con 45 líneas de texto escritas por ambas caras con una letra minúscula y pulcra que lo data en el siglo IV, casi cuadrada, de menos de 10 cm de ancho. Se conserva en la Bodleian Library, MS. Gr. th. g. 11 (P). El texto es probablemente anterior al año 200, pero no | se puede determinar más a partir de esta evidencia. En su introducción en Los Evangelios Completos, Philip Sellew señala que este fragmento fue probablemente un texto de talismán, guardado como un amuleto, quizás llevado alrededor del cuello. Michael J. Kruger, que hizo su tesis doctoral sobre este fragmento, concluye que no podría tratarse de un amuleto sino de un códice en miniatura. El texto en sí ha sido fechado en la primera mitad del siglo II. Sellew lo llama "similar a los evangelios del Nuevo Testamento en su estilo y tono".
El fragmento comienza con el final de una advertencia a un malhechor que planea por adelantado, pero no tiene en cuenta la próxima vida. A continuación, sigue una narración sin parangón en ninguna otra tradición evangélica conocida, sobre el encuentro de Jesús con "un fariseo, un sacerdote importante" que intenta ordenar a Jesús y a los discípulos que salgan del Templo por ser ritualmente impuros. Jesús responde contrastando la limpieza ritual, conseguida al bañarse con agua usada por perros y cerdos, como una ramera, contra el agua vivificante que baja del cielo en el bautismo.
A Jesús se le llama "Salvador" (en griego: Σωτήρ), lo cual es raro en el Nuevo Testamento, pero no carece de parangón. El autor del fragmento también cree que los laicos tienen que cambiarse de ropa para entrar en el templo, de lo que no hay ninguna otra evidencia. El autor es claramente hostil al judaísmo, pero como se sabe poco de él, es de suponer que el texto no procede de Judea; el vago conocimiento del autor de los detalles de los rituales del Temple ha sugerido un círculo juanino, quizá en Siria.

## Oxirrinco 1224
Oxirrinco 1224 (P. Oxy. X 1224), actualmente en la Bodleian Library, MS. Gr. th. e. 8 (P), consiste en dos pequeños fragmentos de papiro de finales del siglo III o principios del IV. Contiene seis pasajes, cada uno de una frase. Dos de los más largos son paralelos a Marcos 2:17 y Lucas 9:50, pero las diferencias de redacción muestran que son textualmente independientes de los Evangelios. Se desconoce la fecha exacta de su composición; es posible que sea el año 50, aunque la fecha más aceptada por los estudiosos es alrededor del año 150 d. C. John Dominic Crossan señala el estado mutilado en su introducción al texto fragmentario en The Complete Gospels, lo que da lugar a reconstrucciones muy conjeturales del texto, que, sin embargo, "no parece depender de los evangelios del Nuevo Testamento.... Como evangelio independiente, pertenece, en la medida en que su estado fragmentario nos permite ver, no con los evangelios de discurso que implican a Jesús resucitado (por ejemplo, el Libro secreto de Santiago y el Evangelio de María), sino con los evangelios de dichos que implican a Jesús terrenal (por ejemplo, el documento Q y el Evangelio de Tomás). Crossan sugiere que el documento podría haber sido escrito ya a mediados del siglo I.